# Эмери (округ)
Округ Эмери (англ. Emery County) располагается в штате Юта, США. Официально образован в 1880 году. По состоянию на 2010 год, численность населения составляла 10 976 человек.

## География
По данным Бюро переписи США, общая площадь округа равняется 11 582,492 км2, из которых 11 556,592 км2 суша и 23,310 км2 или 0,200 % это водоемы.

## Население
По данным переписи населения 2000 года в округе проживает 10 860 жителей в составе 3 468 домашних хозяйств и 2 798 семей. Плотность населения составляет 1,00 человек на км2. На территории округа насчитывается 4 093 жилых строений, при плотности застройки менее 1,00-го строения на км2. Расовый состав населения: белые — 95,64 %, афроамериканцы — 0,18 %, коренные американцы (индейцы) — 0,65 %, азиаты — 0,31 %, гавайцы — 0,10 %, представители других рас — 1,87 %, представители двух или более рас — 1,24 %. Испаноязычные составляли 5,23 % населения независимо от расы.
В составе 45,90 % из общего числа домашних хозяйств проживают дети в возрасте до 18 лет, 69,80 % домашних хозяйств представляют собой супружеские пары проживающие вместе, 7,20 % домашних хозяйств представляют собой одиноких женщин без супруга, 19,30 % домашних хозяйств не имеют отношения к семьям, 17,60 % домашних хозяйств состоят из одного человека, 8,10 % домашних хозяйств состоят из престарелых (65 лет и старше), проживающих в одиночестве. Средний размер домашнего хозяйства составляет 3,10 человека, и средний размер семьи 3,53 человека.
Возрастной состав округа: 35,40 % моложе 18 лет, 9,60 % от 18 до 24, 24,10 % от 25 до 44, 20,90 % от 45 до 64 и 20,90 % от 65 и старше. Средний возраст жителя округа 30 лет. На каждые 100 женщин приходится 100,80 мужчин. На каждые 100 женщин старше 18 лет приходится 97,50 мужчин.
Средний доход на домохозяйство в округе составлял 39 850 USD, на семью — 44 086 USD. Среднестатистический заработок мужчины был 39 059 USD против 18 929 USD для женщины. Доход на душу населения составлял 14 243 USD. Около 9,40 % семей и 11,50 % общего населения находились ниже черты бедности, в том числе — 14,00 % молодежи (тех, кому ещё не исполнилось 18 лет) и 8,10 % тех, кому было уже больше 65 лет.